# Життя розуму
Життя розуму: Етапи людського прогресу (англ. The Life of Reason: The Phases of Human Progress) — книга американського філософа іспанського походження Джорджа Сантаяни, опублікована у п'яти томах у 1905—1906 роках. Твір складається з «Розуму в здоровому глузді», «Розуму в суспільстві», «Розуму в релігії», «Розуму в мистецтві» та «Розуму в науці».
Робота вважається найповнішим вираженням моральної філософії Сантаяни; на відміну від зазначеної роботи, його пізніший magnum opus, чотиритомник "Царини буття", більш повно розвиває його метафізичну і гносеологічну теорію, зокрема, вчення про сутності. Філософія Сантаяни перебуває під сильним впливом матеріалізму Демокріта і витонченої етики Арістотеля, з особливим акцентом на природному розвитку ідеальних цілей.
Життя Розуму іноді вважається одним з найбільш поетичних і добре написаних філософських творів в історії Заходу. Для прикладу, часто цитований афоризм Сантаяни: «Ті, хто не пам'ятає минулого, приречені повторювати його», можна знайти на стор. 284 «Розуму в здоровому глузді».
У 1951 році, наприкінці свого життя, Сантаяна взявся за важке завдання підготувати однотомне скорочення «Життя розуму» за наполяганням свого редактора у видавництві Scribner's, за допомогою свого друга й учня Деніела Корі. Як пише Корі у передмові до тому, окрім вилучення з книги надмірностей, «було докладено наполегливих зусиль, щоб розвіяти ранні тумани ідеалізму з реалістичного тіла його філософії й пояснити читачеві, що наше уявлення про природний світ ніколи не може бути самим цим світом».

## Зміст

### Розум у суспільстві
Сантаяна бажає, за словами Вільяма Дюранта, «розробити засіб, за допомогою якого людей можна було б переконати в чесноті без стимулу надприродних надій і страхів». На жаль, як він зазначає у праці «Розум у суспільстві», «справді раціональної моралі чи соціального устрою ніколи не існувало у світі, і навряд чи варто шукати», оскільки такі побудови є розкішшю філософів. Нефілософ повинен покладатися на «зростання тих соціальних емоцій, які розквітають у щедрій атмосфері любові й домашнього вогнища».
Він погоджується з Артуром Шопенгауером, що в коханні «дев'ять десятих причини любові знаходяться в люблячому, на одну десяту — в об'єкті», і що любов «знову зливає душу в безособовий сліпий потік». Попри це, він все ще відстоює любов як найбільш повноцінний досвід життя: «Лаплас, як повідомляється, сказав на смертному одрі, що наука — це просто дрібниці, і що немає нічого справжнього, окрім любові». Сім'ї й діти також надзвичайно важливі, оскільки «ми охочіше віддаємо заплямований рукопис нашого життя у вогонь, коли бачимо, що безсмертний текст наполовину поглинутий якіснішою копією».

### Розум в релігії
Хоча Сантаяна є філософським атеїстом, його часто називають естетичним католиком. Під впливом своєї іспанської римо-католицької спадщини він нарікає на власну втрату віри, називаючи релігійну (особливо католицьку) віру «чудовою помилкою, яка краще відповідає поривам душі», ніж життя.
Дюрант каже, що він: «досягає свого шедевра в „Розумі у релігії“, наповнюючи свої скептичні сторінки ніжним смутком і знаходячи в красі католицизму достатньо підстав для того, щоб любити його й досі». Сантаяна зневажає суворе ставлення до релігії багатьох «поїдених хробаками старих сатириків» і підкреслює важливість розуміння релігії для розуміння людини, оскільки релігія є спільною для всіх людей. З дотиком поета він оспівує красу релігійних міфів, водночас засуджуючи буквальне ставлення до релігії як до вогню. Він особливо висміює «північних варварів», які несуть відповідальність за протестантизм, і вважає, що вони в основному відповідальні за його буквальне тлумачення і втрату поезії християнства.

### Розум у науці
Сантаяна вважає, що розум спирається на науку, оскільки «наука містить всі достовірні знання». Хоча він визнає обмеженість науки й розуму в пошуку метафізичних істин, він вважає науковий метод «лише стенографічним описом закономірностей, що спостерігаються в нашому досвіді» і говорить в «Розумі в здоровому глузді»: «віра в розум… є єдиною вірою, яка ще санкціонована його плодами».